# ワルテル・サムエル
ワルテル・アドリアン・ルハン・サムエル（Walter Adrián Luján Samuel, 1978年3月23日 - ）は、アルゼンチン・コルドバ州ラボルデ出身の元サッカー選手、現サッカー指導者。現役時代のポジションはディフェンダー。元アルゼンチン代表。

## 経歴
1978年3月23日にアルゼンチンのサンタフェで生まれる。生まれてすぐに父親が蒸発し、幼い頃から養父に育てられるが経済状況はとても苦しいものだった。
当時フィルマットに住んでいた彼は、家族の支えもあり毎日サッカーの練習に通うことが出来た。彼自身幼い頃家族から受けた協力のおかげでサッカー選手になることができたと後に語っている。
1996年にニューウェルズ・オールドボーイズでキャリアをスタート。1997年にはFIFAワールドユース選手権に出場して優勝を果たし、ボカ・ジュニアーズへ移籍。在籍中、複数の大会での優勝を経験した。
2000年にはセリエA・ASローマへ移籍。その年の優勝に貢献した。
2004年からは守備の強化を望んでいたレアル・マドリードへ移籍した。しかし、序盤は活躍の機会がなく（冬にトーマス・グラヴェセンが加入してからはプレーも安定した）、2005年にルイス・フィーゴ、サンティアゴ・ソラーリと共にインテル・ミラノに移籍した。2006 FIFAワールドカップの代表メンバーからは外れた。
特に2007-08シーズン前半、12月23日に行われたミラノダービーで左膝の前十字靭帯を負傷するまでは、イバン・コルドバと共に鉄壁のディフェンスで幾度と無く相手の攻撃を食い止め続けた。2008-09シーズンは前述の怪我の影響で約11ヶ月もの間ピッチから遠ざかるものの、11月22日に行われたユヴェントスFCとの大一番イタリアダービーで復帰、インテルの勝利に貢献している。
2009-10シーズンからはバイエルン・ミュンヘンから移籍したブラジル代表のルシオとコンビを組み、鉄壁の守備陣を結成。セリエA、コッパ・イタリア、チャンピオンズリーグの3冠獲得に貢献し、2011年1月にはセリエA最優秀DF賞を受賞した。
2010 FIFAワールドカップではレギュラーとして臨むも、第2戦の韓国戦で負傷し、大会を去った。
2013-14シーズン終了後、インテル・ミラノ退団を公式チャンネルで発表。
FCバーゼルと1年契約を結んだ。
2015年10月、肉体的な衰えを理由にシーズン限りで現役を引退することを表明した。
現役引退後、2016年11月に古巣インテルの監督に就任したステファノ・ピオリの下でアシスタントコーチに就任、しかし2017年5月にピオリが成績不振により解任されると同職を退任。
2017年7月よりスイス・スーパーリーグのACルガーノのアシスタントコーチに就任。
2018年8月、アルゼンチン代表監督に現役時代のチームメイトであったリオネル・スカローニが就任。サムエルがコーチとしてアルゼンチン代表のスタッフ入りしたことが報じられている。

## 人物
かつてチームメイトであった長友佑都によると、外見とは裏腹に冗談好きな人物。息子が二人いる。

## 個人成績
| クラブ             | シーズン | リーグ戦 | リーグ戦 | カップ戦 | カップ戦 | 欧州カップ戦 | 欧州カップ戦 | 合計 | 合計 |
| クラブ             | シーズン | 出場     | 得点     | 出場     | 得点     | 出場         | 得点         | 出場 | 得点 |
| ------------------ | -------- | -------- | -------- | -------- | -------- | ------------ | ------------ | ---- | ---- |
| ASローマ           |          |          |          |          |          |              |              |      |      |
| 2000-01            | 34       | 1        | 0        | 0        | 0        | 0            | 34           | 1    |      |
| 2001-02            | 26       | 5        | 0        | 0        | 7        | 0            | 33           | 5    |      |
| 2002-03            | 31       | 2        | 0        | 0        | 10       | 0            | 41           | 2    |      |
| 2003-04            | 31       | 1        | 0        | 0        | 8        | 0            | 39           | 1    |      |
| 合計               | 122      | 9        | 0        | 0        | 25       | 0            | 147          | 9    |      |
| レアル・マドリード |          |          |          |          |          |              |              |      |      |
| 2004-05            | 30       | 2        | 2        | 0        | 8        | 0            | 40           | 2    |      |
| 合計               | 30       | 2        | 2        | 0        | 8        | 0            | 40           | 2    |      |
| インテル           |          |          |          |          |          |              |              |      |      |
| 2005-06            | 27       | 2        | 6        | 0        | 9        | 0            | 42           | 2    |      |
| 2006-07            | 18       | 3        | 6        | 0        | 3        | 0            | 27           | 3    |      |
| 2007-08            | 12       | 0        | 1        | 0        | 5        | 1            | 18           | 1    |      |
| 2008-09            | 17       | 1        | 2        | 0        | 1        | 0            | 20           | 1    |      |
| 2009-10            | 28       | 3        | 1        | 0        | 13       | 1            | 42           | 4    |      |
| 2010-11            | 10       | 0        | 0        | 0        | 3        | 0            | 13           | 0    |      |
| 2011-12            | 28       | 2        | 1        | 0        | 6        | 1            | 35           | 3    |      |
| 2012-13            | 16       | 1        | 1        | 0        | 5        | 0            | 22           | 1    |      |
| 合計               | 156      | 12       | 18       | 0        | 45       | 3            | 219          | 15   |      |

## 代表歴

### 出場大会
- アルゼンチン代表
  - 2002 FIFAワールドカップ (グループリーグ敗退)
  - 2010 FIFAワールドカップ (ベスト8)

### 試合数
- 国際Aマッチ 57試合 5得点（1999年-2010年）[4]

| アルゼンチン代表 | 国際Aマッチ | 国際Aマッチ |
| 年               | 出場        | 得点        |
| ---------------- | ----------- | ----------- |
| 1999             | 10          | 1           |
| 2000             | 10          | 0           |
| 2001             | 8           | 2           |
| 2002             | 6           | 0           |
| 2003             | 5           | 1           |
| 2004             | 6           | 0           |
| 2005             | 6           | 1           |
| 2006             | 2           | 0           |
| 2007             | 0           | 0           |
| 2008             | 0           | 0           |
| 2009             | 0           | 0           |
| 2010             | 4           | 0           |
| 通算             | 57          | 5           |

## 獲得タイトル

### クラブ
ボカ・ジュニアーズ
- プリメーラ・ディビシオン : 1998-99A, 1998-99C
- コパ・リベルタドーレス : 2000

ローマ
- セリエA : 2000-01
- スーペルコッパ・イタリアーナ : 2001

インテル
- セリエA : 2005-06, 2006-07, 2007-08, 2008-09, 2009-10
- コッパ・イタリア : 2005-06, 2009-10, 2010-11
- スーペルコッパ・イタリアーナ : 2005, 2006, 2008, 2010
- UEFAチャンピオンズリーグ : 2009-10
- FIFAクラブワールドカップ : 2010

バーゼル
- スーパーリーグ : 2014-15, 2015-16

### 代表
アルゼンチン U-20
- FIFAワールドユース選手権 : 1997

### 個人
- セリエA年間最優秀ディフェンダー : 2010